# 福岡大學漂鳥運動社棕熊襲擊事件
福岡大學漂鳥運動社棕熊襲擊事件（福岡大学ワンダーフォーゲル部ヒグマ事件）是1970年7月發生在日本北海道靜內郡靜內町日高山脈的カムイエクウチカウシ山（現日高郡新日高町靜內高見）發生的動物傷害事件。

## 成員
- A：竹末一敏
- B：瀧俊二
- C：與梠盛男
- D：西井義睛
- E：河原孝

## 過程
福岡縣福岡市福岡大學漂鳥運動社的五名男生－A（隊長，經濟學院，20歲）、B（副隊長，法學院，22歲）、C（工學院，19歲）、D（法學院，19歲）、E（經濟學院，18歲）於1970年7月12日9時從博多站出發，14日抵達新得站。
7月25日，五名男子正在日高山脈海拔約1,900公尺的久野澤冰斗搭設帳篷，該冰斗位於札內川上游。這時，一頭東北棕熊出現了。
當棕熊開始翻找他們的物品時，五名男子發出聲音嚇跑了它，並取回了物品。然而，當晚，棕熊再次出現，並在帳篷上鑽了一個洞。他們感到安全後，打開了對講機，輪流守望。然而，熊再也沒有出現。
26日清晨，棕熊再次出現，並撕裂了他們的帳篷。在A的指示下，B和E開始下山尋求救援。途中，他們遇到了北海學園大學和鳥取大學的登山隊。他們傳達了請求救援的訊息，B和E返回山上去營救其他三名男子。
B和E中午左右會合，五人修好了帳篷。下午4點左右，一頭棕熊出現。他們離開久野澤冰斗，前往鳥取大學的帳篷避難。然而，鳥取大學和北海學園大學的隊伍已經收到了棕熊目擊報告並撤離，所以他們不得不繼續在夜間沿路行走。棕熊追上了他們。它先襲擊並殺死了E。C在恐懼和慌亂中與其他隊員失散。他們拼命奔跑，在碎石堆上過夜。27日清晨，下山途中棕熊再次出現。A遭到攻擊身亡。剩下的B和D兩人安全下山。他們趕往五之澤砂房水壩施工現場，租了輛車，於下午6點到達中札內警察署（中札內村）而獲救。
C與同伴失散後，於27日上午8點左右遭棕熊攻擊身亡。C在被殺之前一直在備忘錄中記錄自己的狀況和精神狀態。28日，帶廣警察署、十勝登山聯盟和狩獵協會的警員組成的救援隊成立，十勝登山聯盟的青山義信擔任現場隊長。此外，帶廣警察署也禁止在日高山脈中部地區進行登山活動。
29日，救援隊發現了兩具屍體。福岡大學漂鳥運動社的成員從九州加入搜救隊伍，確認了屍體分別為A和E。這頭棕熊於29日下午4點30分左右在矢野澤冰斗附近被10名獵人射殺。C的屍體也於30日被發現。三人的屍體狀況極為糟糕，內臟破裂，因此於31日下午5點在矢野澤冰斗火化。
殺死三人的那隻棕熊解剖後，體內沒有發現人肉或物品。